# موريتز هاينريش
موريتز هاينريش (بالألمانية: Moritz Heinrich)‏ (3 يوليو 1997 بميونخ في ألمانيا - ) هو لاعب كرة قدم ألماني في مركز الهجوم.

## وصلات خارجية
- موريتز هاينريش على موقع قاعدة بيانات كرة القدم.إي يو (الإنجليزية)
- موريتز هاينريش على موقع Soccerway.com (الإنجليزية)
- موريتز هاينريش على موقع عالم كرة القدم.نت (الإنجليزية)